# 昭和橋 (相模川)

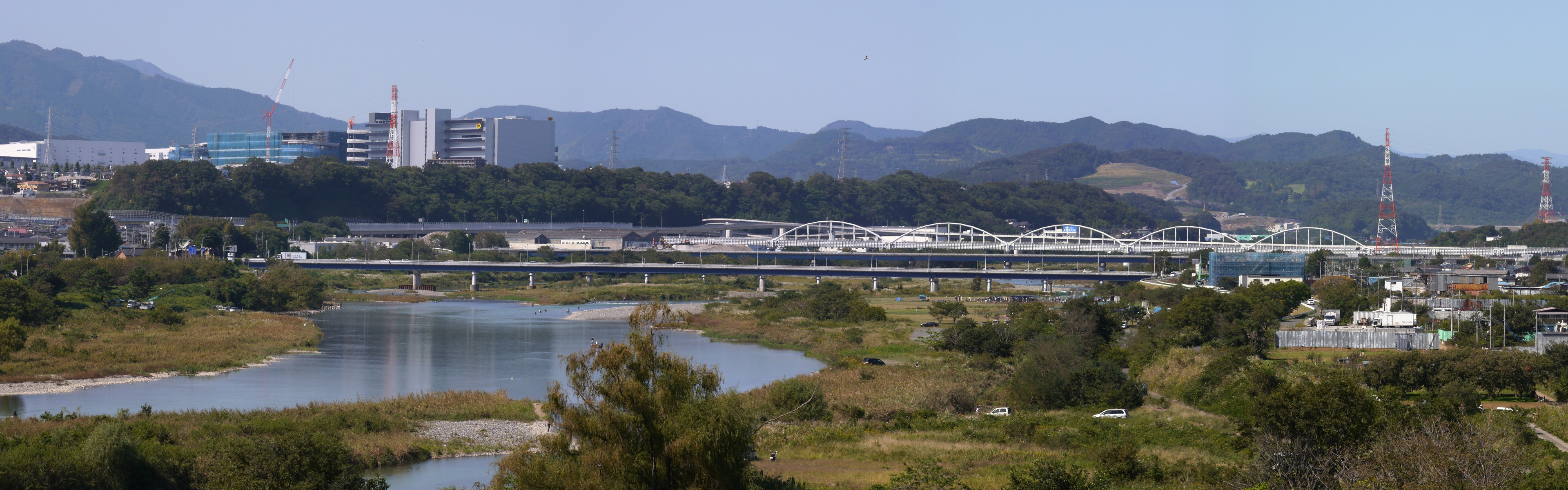
手前側下流より昭和橋・新昭和橋・相模川水路橋・相模川渡河橋

昭和橋（しょうわばし）は、神奈川県厚木市上依知（かみえち）と相模原市南区当麻（たいま）とを結ぶ、相模川に架かる橋。
本項では、あわせて上流に架かる新昭和橋（しんしょうわばし）についても記す。

## 昭和橋

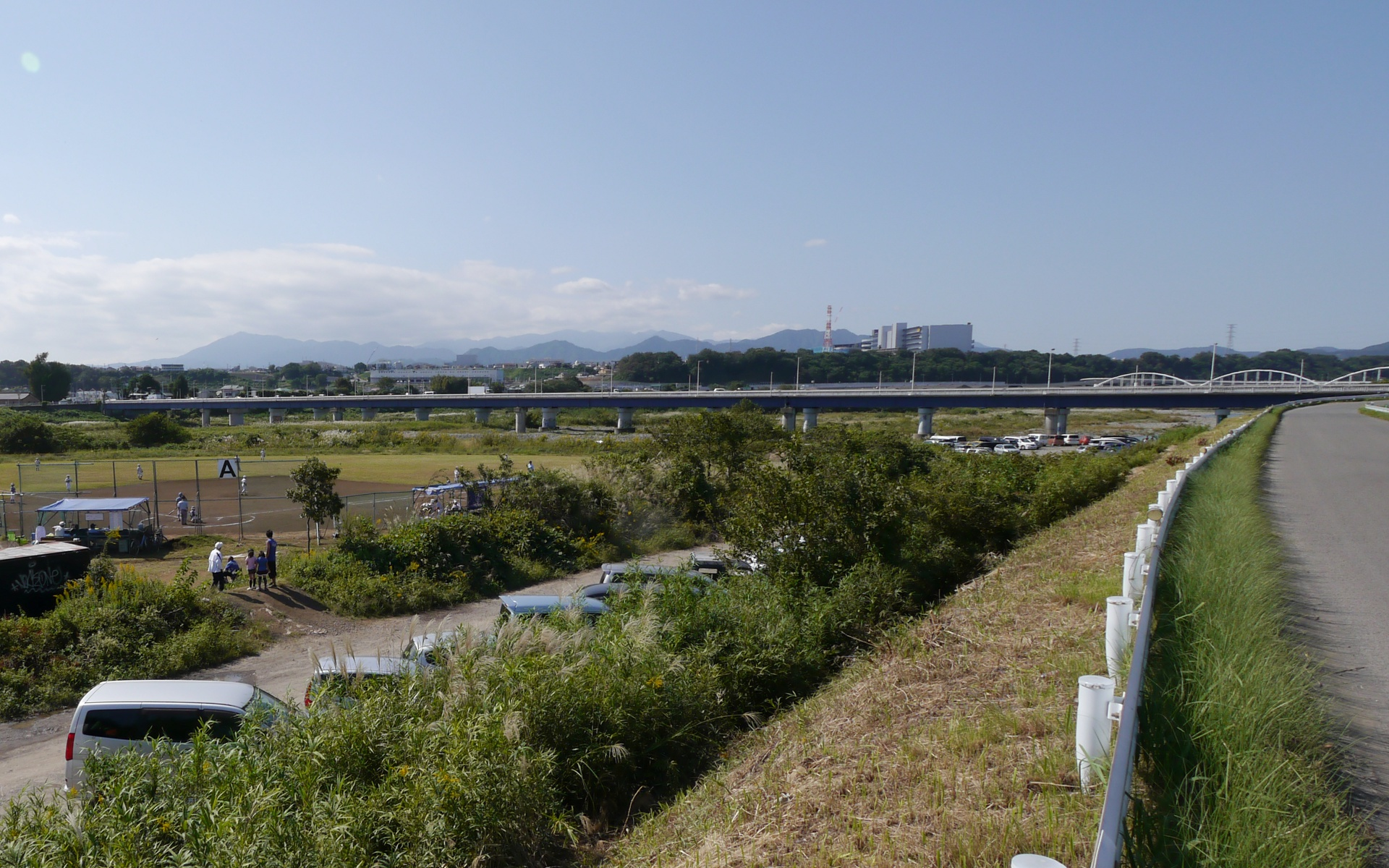
昭和橋と大山

昭和橋は、神奈川県厚木市上依知と相模原市南区当麻とを結ぶ橋である。片側1車線計2車線の神奈川県道508号厚木城山線が通り、下流側直近には歩道専用橋の昭和橋側道橋が架かる。

### 歴史

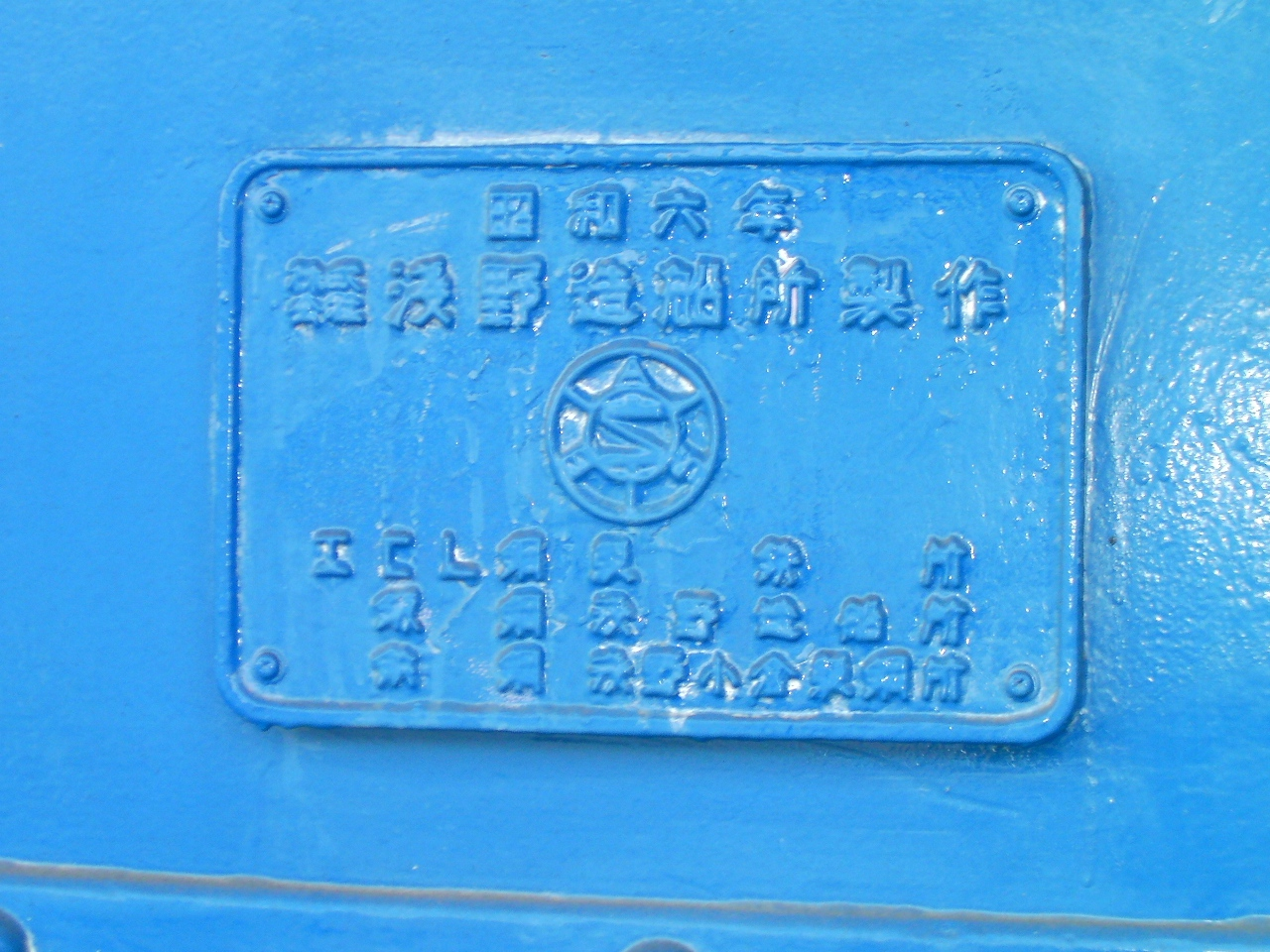
昭和橋銘板 浅野造船所製作

橋の架かっている付近ではかつて「当麻（上依知）の渡し」と呼ばれる渡し船が行われていた。これは平塚八王子道・埼玉往還路の経由地となっていた。渡船は上依知側に委託されていたが、1892年（明治24年）に当麻側に渡賃が請求され始めた。1925年（大正14年）に近衛工兵隊により仮橋を架橋も間もなく洪水で流失、再び渡船に戻るが1928年（昭和3年）の洪水で渡船に被害が出た。
この災害復旧事業として架橋が決まった旧昭和橋は昭和の経済不況のあおりを受けたものの、1931年（昭和6年）11月に開通。その後、1966年（昭和41年）の改修により、車道5.5m・歩道1.5mに拡幅された。1990年（平成2年）に昭和橋側道橋が整備され、1992年（平成4年）にはさらに橋面整備が行われ、現在に至る。

### 橋名の由来
改修前の旧昭和橋は、昭和の初めに竣工し新時代を象徴する橋ということで命名された。

### 概要
- 1931年（昭和6年）完成、1992年（平成4年）改修
- 形式 - 16径間鋼板桁橋
- 橋長 - 363.6m
- 位置 - 北緯35度31分11.6秒 東経139度21分59.6秒 / 北緯35.519889度 東経139.366556度座標: 北緯35度31分11.6秒 東経139度21分59.6秒 / 北緯35.519889度 東経139.366556度

## 新昭和橋

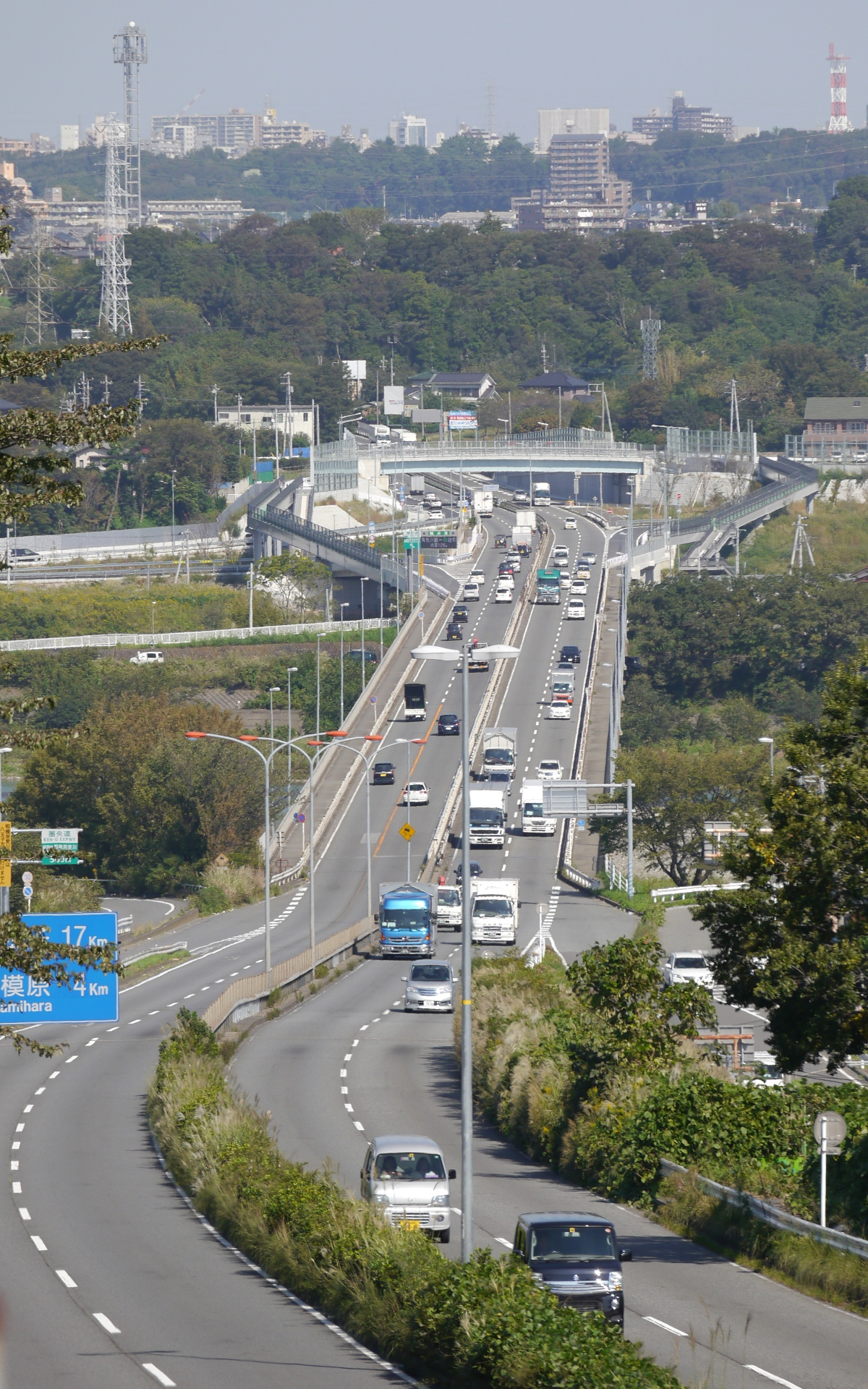
新昭和橋（厚木市上依知より）

新昭和橋は、昭和橋の500mほど上流に位置し、昭和橋と同様に神奈川県厚木市上依知と相模原市南区当麻を結ぶ。片側2車線計4車線および両端歩道よりなり、国道129号厚相バイパスが通る。かながわの橋100選に選ばれている。

### 歴史
神奈川県では南北方向の道路整備は東西方向に比べ立ち遅れており、1969年（昭和44年）の東名高速道路全線開通および国道271号小田原厚木道路の供用開始に伴い、国道129号厚木バイパスを着工、昭和44年完成した。
その後、相模原に向け上溝バイパスが1971年（昭和46年）開通、翌1980年（昭和55年）5月に厚相バイパスが全線供用開始となった。
竣工当時は神奈川県の管理する橋梁では最大級のものであり、事業費は約27億円余であった。
2013年（平成25年）3月30日には、首都圏中央連絡自動車道相模原愛川インターチェンジの供用開始に伴い接続し、新昭和橋から直接同ICへの流入、および同ICからの流出が可能となった。

### 橋名の由来
昭和橋の隣に架橋された新しい橋ということで「新昭和橋」と命名された。

### 概要
- 1979年（昭和54年）[6]（※1976年（昭和51年）[5]・1980年（昭和55年）[4])完成
- 形式 - <河川部>4径間連続鋼鈑桁橋+<高架部>3径間連続鉄筋コンクリート床版橋・2径間連続床版橋
- 橋長 - 756m
- 位置 - 北緯35度31分21.5秒 東経139度21分39秒 / 北緯35.522639度 東経139.36083度

## 参考
- 「かながわの橋」関野昌丈、かもめ文庫、1981年
- 「相模の橋 今と昔」神奈川県土木部、1995年

## 関連
- 相模川